# Madoqua guentheri
Madoqua guentheri або Дікдік Гюнтера — маленька антилопа, що мешкає в посушливих регіонах Східної Африки. Належить до родини Бикові, підродини справжніх антилоп і є одним з чотирьох представників роду Дікдік.

## Опис
Дікдік Гюнтера є однією з найменших антилоп Африки. Довжина його тіла складає від 50 до 68 см, довжина задніх ніг від 16,5 до 20 см. Висота в плечах складає від 32 до 36 см, важить до 5 кг. Забарвлення шерсті може бути від жовтувато-сірого до рудувато-коричневого, копита чорні, голові маленькі з довгими шиями і великими, білими зсередини, вухами. Живіт, горло і груди кремового або білого кольору. Хвіст короткий (~ 3–5 см). Самці мають роги, довжиною до 10 см. Статевий диморфізм присутній, але менш виражений, ніж в споріднених видів.
Були пропозиції щодо виділення чотирьох підвидів на підставі розмірів і кольору шерсті, але генетичних досліджень не проводилося.

## Поширення
Вид мешкає на рівнинах Ефіопії, в більшості північних і східних районів Кенії, в Сомалі, за винятком окремих регіонів узбережжя, в деяких регіонах південного Судану і в Уганді. Дікдік Гюнтера уникає прибережних районів. Типовим середовищем проживання є невиокі зарості колючого чагарника, пасовища в савані, ліси біля річок. Заселяють території, зруйновані надмірним випасом худоби. На частині ареалу проживання вид є симпатричним до дікдіка Кірка

## Екологія
Дідкдік Гюнтера їсть листя, квіти, пагони, фрукти і насіння. Веде денний спосіб життя, з піками активності від світанку до середини ранку і від середини дня до темряви. вид моногамний, батьки і телята не затримуються разом і теля з раннього віку залишається напризволяще. Вагітність триває від 170 до 180 днів. Розмножується протягом всього року.

## Збереження
Загальна чисельність оцінюється у понад 500 000 особин. МСОП оцінює цей вид як такий, що не потребує особливого захисту.